# Laurent Dufresne
Laurent Dufresne (* 2. März 1972 in Calais) ist ein ehemaliger französischer Fußballspieler und jetziger -trainer.

## Spielerkarriere
Dufresne begann das Fußballspielen in seiner Heimatstadt beim Calais RUFC. Bei diesem gehörte er ab 1978 der Jugendabteilung an, ehe ihm in der Saison 1988/89 der Sprung in die Drittligaelf des Vereins gelang. Im Verlauf der Spielzeit machte er mit 16 Torerfolgen auf sich aufmerksam, wurde an deren Ende vom Profiklub US Valenciennes-Anzin verpflichtet und direkt in den Kader der Erstligamannschaft aufgenommen. Zwar war er anfangs kein Stammspieler, doch konnte er in seiner ersten Saison acht Einsätze und einen Torerfolg in der höchsten französischen Spielklasse verbuchen. Allerdings musste er in derselben Saison den Abstieg hinnehmen. Infolgedessen erhielt die Mannschaft mit Bruno Metsu einen neuen Trainer, der Dufresne zum Stammspieler machte. Trotz seiner acht Tore erlebte er in seinem zweiten Profijahr den zweiten Abstieg und trat mit seinem Team ab 1994 in der dritten Liga an. Dazu kam, dass Trainer Robert Dewilder weitgehend auf ihn verzichtete. Daher absolvierte Dufresne in den folgenden zwei Jahren lediglich sechs Drittligapartien, in denen er allerdings sechs Tore erzielte. Hinzu kam 1996 der Zwangsabstieg des Vereins in die vierte Liga, sodass er sich für einen Wechsel zu LB Châteauroux entschied, der in die zweite Liga aufgestiegen war.
In Châteauroux wurde er wieder zum unangefochtenen Stammspieler und schoss in seiner ersten Spielzeit 13 Tore, die zum Aufstieg in die erste Liga beitrugen. Die Saison 1997/98 bedeutete hingegen den direkten Wiederabstieg, auch wenn Dufresne erstmals als Stammspieler in der obersten Klasse vertreten war und ihm sechs Torerfolge gelangen. Er lief drei weitere Jahre für die Mannschaft auf, wobei sowohl deren als auch seine persönlichen Leistungen solide waren, aber nicht für den Wiederaufstieg ausreichten. 2001 unterschrieb er bei der AS Nancy, um mit dieser in die erste Liga aufzusteigen. Seine erste Saison für Nancy war geprägt von einer langen Verletzungspause, wodurch er lediglich 16 Spiele bestreiten und zwei Tore erzielen konnte. Der angestrebte Aufstieg wurde in diesem wie in den folgenden Spielzeiten verfehlt, auch wenn Dufresne mit 16 Toren in 29 Spielen in der Saison 2003/04 seinen persönlichen Bestwert erreichte. Im darauffolgenden Jahr gelang ihm mit dem Team nach vier Jahren in Nancy zwar der Aufstieg, doch entschied er sich für einen Wechsel zurück zum mittlerweile in FC Valenciennes umbenannten Verein, bei dem er seine Profikarriere begonnen hatte.
Am Ende seiner ersten Saison konnte er 2006 mit der Mannschaft, die zuvor in die zweite Liga aufgestiegen war, die Rückkehr in die erste Liga feiern, auch wenn er nicht mehr zu den festen Stammspielern zählte. Gleichzeitig wurde er damit zum zweiten Mal in Folge Zweitligameister Frankreichs. Nachdem Dufresne in der Spielzeit 2006/07 mit Valenciennes den Klassenerhalt erreicht hatte, ging er zurück nach Châteauroux. In der Zweitligamannschaft war er hauptsächlich Ersatzspieler und konnte ein einziges Tor erzielen. Dementsprechend entschied er sich 2008 mit 36 Jahren für eine Beendigung seiner aktiven Karriere.

## Trainerkarriere
Nach seinem Karriereende kehrte Dufresne ein weiters Mal nach Valenciennes zurück, wo er sich als Jugendtrainer den unter 17-Jährigen widmete. Zu Beginn der Saison 2012/13 wurde er als neuer Co-Trainer der ersten Mannschaft an der Seite von Daniel Sanchez, der bereits seit 2011 als Übungsleiter in Valenciennes tätig ist, vorgestellt. Im Oktober 2013 übernahm er übergangsweise die Funktion des Cheftrainers und kehrte nach der Verpflichtung von Ariël Jacobs für dieses Amt in seine Rolle als dessen Assistent zurück. Nach dem Ende seiner Zeit als Co-Trainer im Februar 2015 blieb er dem Mitarbeiterstab des Klubs erhalten.